# Període Nanboku-chō

Capitals de les Corts durant l'era Nanobukchō (Kioto al Nord, Yoshino al Sud).

El període Nanbokuchō (南北朝時代, Nanbokuchō-jidai, conegut també com l'era de les Corts del Nord i del Sud) és un període de la història del Japó, que abastà des de 1336 fins a 1392, en els primers anys de l'era Muromachi. En aquest període, estaren en conflicte dues Corts Imperials, el del Nord, establert per Ashikaga Takauji en Kioto, i la del Sud, establert per l'Emperador Go-Daigo en Yoshino.
Durant el conflicte, la Cort del Sud va tractar d'ocupar la capital de la Cort del Nord en diverses ocasions durant un període de 50 anys, no obstant això aquest objectiu causà un desgast ràpid de les forces del sud sobre les forces del nord, que estaven protegits pel shogunat Ashikaga.
Finalment, en 1392, l'Emperador Go-Kameyama de la Cort del Sud, va cercar la reconciliació de les parts i decidí abdicar a favor de l'emperador Go-Komatsu de la Cort del Nord. Després d'aquesta reunificació, els emperadors de la Cort del Nord es perpetuaren en el poder i van deslegitimar als emperadors de la Cort del Sud que havien governat; no obstant això, en 1911 es va decidir reconèixer als emperadors del sud com legítims i als emperadors del nord com pretendents, pel fet que els emperadors del sud posseïen els tresors sagrats durant aquest conflicte.

## Emperadors de la Cort del Sud (legítims)
- Emperador Go-Daigo (1318 – 1339)
- Emperador Go-Murakami (1339 – 1368)
- Emperador Chōkei (1368 – 1383)
- Emperador Go-Kameyama (1383 – 1392)

## Emperadors de la Cort del Nord (pretendents)
- Emperador Kōgon (1331 – 1333)
- Interregne (1333 – 1336)
- Emperador Kōmyō (1336 – 1348)
- Emperador Sukō (1348 – 1351)
- Interregne (1351 – 1352)
- Emperador Go-Kōgon (1352 – 1371)
- Emperador Go-En'yū (1371 – 1382)
- Emperador Go-Komatsu (1382 – 1412, legítim des de 1392)